# Joe Davis (giocatore di snooker)
Joseph Davis, meglio noto come Joe (Whitwell, 15 aprile 1901 – Hampshire, 10 luglio 1978), è stato un giocatore di snooker inglese.

## Carriera
Joe Davis è stato il miglior giocatore di Snooker dei primi anni di questo sport ed è considerato ancora oggi uno dei migliori della storia.
Nel 1919, a 18 anni cominciò a giocare a biliardo e 7 anni dopo conquistò il primo Campionato mondiale di Snooker alla prima edizione del torneo battendo Tom Newman. L'inglese non conobbe rivali per tutta la carriera e si avviò in una lunga carriera di successi vincendo 14 titoli mondiali di fila fino al 1940.
Davis vinse il suo 15º ed ultimo mondiale 6 anni dopo a causa della pausa per la Seconda Guerra Mondiale, ritirandosi da assoluto vincente dallo Snooker.

## Risultati
In questa tabella sono riportati i risultati nei tornei di snooker in cui Joe Davis ha partecipato.
| Competizione                                  | Edizione            | Risultato           | Vincite | Century breaks | Maximum breaks | Miglior break |
| --------------------------------------------- | ------------------- | ------------------- | ------- | -------------- | -------------- | ------------- |
| Campionato mondiale                           | 1927                | Vincitore           | £6      | 0              | 0              | 57            |
| Campionato mondiale                           | 1928                | Vincitore           | £0      | 0              | 0              | ?             |
| Campionato mondiale                           | 1929                | Vincitore           | £0      | 0              | 0              | ?             |
| Campionato mondiale                           | 1930                | Vincitore           | £0      | 0              | 0              | 79            |
| Campionato mondiale                           | 1931                | Vincitore           | £0      | 0              | 0              | 72            |
| Campionato mondiale                           | 1932                | Vincitore           | £0      | 0              | 0              | 99            |
| Campionato mondiale                           | 1933                | Vincitore           | £0      | 0              | 0              | 72            |
| Campionato mondiale                           | 1934                | Vincitore           | £0      | 0              | 0              | 70            |
| Campionato mondiale                           | 1935                | Vincitore           | £0      | 1              | 0              | 110           |
| Campionato mondiale                           | 1936                | Vincitore           | £0      | 0              | 0              | 78            |
| Campionato mondiale                           | 1937                | Vincitore           | £0      | 1              | 0              | 103           |
| Campionato mondiale                           | 1938                | Vincitore           | £0      | 2              | 0              | 104           |
| Campionato mondiale                           | 1939                | Vincitore           | £0      | 0              | 0              | 95            |
| Campionato mondiale                           | 1940                | Vincitore           | £0      | 1              | 0              | 101           |
| Campionato mondiale                           | 1946                | Vincitore           | £1800   | 7              | 0              | 136           |
| Totale (Campionato mondiale)                  | 15 partecipazioni   | 15 partecipazioni   | £1806   | 12             | 0              | 136           |
| Daily Mail Gold Cup                           | 1936                | 1°                  | £0      | 0              | 0              | ?             |
| Daily Mail Gold Cup                           | 1937-1938           | 1°                  | £0      | 0              | 0              | ?             |
| Daily Mail Gold Cup                           | 1938-1939           | 4°                  | £0      | 1              | 0              | 138           |
| Daily Mail Gold Cup                           | 1939-1940           | 6°                  | £0      | 0              | 0              | ?             |
| Totale (Daily Mail Gold Cup)                  | 4 partecipazioni    | 4 partecipazioni    | £0      | 1              | 0              | 138           |
| Sunday Empire News Tournament                 | 1948                | 1°                  | £0      | 4              | 0              | 123           |
| Totale (Sunday Empire News Tournament)        | 1 partecipazione    | 1 partecipazione    | £0      | 4              | 0              | 123           |
| News of the World Snooker Tournament          | 1949-1950           | 1°                  | £500    | 3              | 0              | 130           |
| News of the World Snooker Tournament          | 1950-1951           | 3°                  | £0      | 6              | 0              | 143           |
| News of the World Snooker Tournament          | 1951-1952           | 7°                  | £0      | 3              | 0              | 119           |
| News of the World Snooker Tournament          | 1952-1953           | 1°                  | £500    | 8              | 0              | 122           |
| News of the World Snooker Tournament          | 1953-1954           | 2°                  | £300    | 10             | 0              | 131           |
| News of the World Snooker Tournament          | 1954-1955           | 2°                  | £300    | 5              | 0              | 146           |
| News of the World Snooker Tournament          | 1955-1956           | 1°                  | £0      | 0              | 0              | ?             |
| News of the World Snooker Tournament          | 1956-1957           | 5°                  | £0      | 0              | 0              | ?             |
| News of the World Snooker Tournament          | 1957-1958           | 5°                  | £0      | 0              | 0              | ?             |
| News of the World Snooker Tournament          | 1958                | 2°                  | £0      | 0              | 0              | ?             |
| News of the World Snooker Tournament          | 1959                | 1°                  | £0      | 0              | 0              | ?             |
| Totale (News of the World Snooker Tournament) | 11 partecipazioni   | 11 partecipazioni   | £1600   | 35             | 0              | 146           |
| Sporting Record Masters' Tournament           | 1950                | 1°                  | £270    | 2              | 0              | 117           |
| Totale (Sporting Record Masters' Tournament)  | 1 partecipazione    | 1 partecipazione    | £270    | 2              | 0              | 117           |
| Totale carriera                               | 32 tornei disputati | 32 tornei disputati | £3676   | 54             | 0              | 146           |

## Tornei vinti
| Competizione                         | Edizione                                                                                               | Avversario |
| Campionato Mondiale                  | 1927 - 1928 - 1929 - 1930 - 1931 - 1932 - 1933 - 1934 - 1935 - 1936 - 1937 - 1938 - 1939 - 1940 - 1946 | Tom Dennis - Fred Lawrence - Tom Dennis - Tom Dennis - Tom Dennis - Clark McConachy - Willie Smith - Tom Newman - Willie Smith - Horace Lindrum - Horace Lindrum - Sidney Smith - Sidney Smith - Fred Davis - Horace Lindrum |
| Daily Mail Gold Cup                  | 1936 - 1937-1938                                                                                       | |
| Sunday Empire News Tornament         | 1948                                                                                                   | |
| News of the World Snooker Tournament | 1949-1950 - 1952-1953 - 1955-1956 - 1959                                                               | |
| Sporting Record Masters' Tournament  | 1950                                                                                                   | |

## Curiosità
Joe Davis acquistò all'epoca il trofeo che è ancora oggi quello assegnato ai vincitori del Mondiale.